# Gerson Gonzales
Gerson Gonzales (* 9. November 1979) ist ein ehemaliger honduranischer Fußballspieler.

## Karriere
Gonzales wechselte im Juli 2001 zum österreichischen Zweitligisten BSV Bad Bleiberg. Sein Debüt in der zweiten Liga gab er im Oktober 2001, als er am 15. Spieltag der Saison 2001/02 gegen die SV Braunau in der 74. Minute für Gerhard Breitenberger eingewechselt wurde.
Nach zwei Einsätzen für die Kärntner verließ er den Verein in der Winterpause wieder.